# Монтефиоре, Мозес
Сэр Мозес (Моше) Хаим Монтефиоре, 1-й Баронет (англ. Sir Moses Haim Montefiore; 24 октября 1784, Ливорно, Италия — 28 июля 1885, Рамсгит, Великобритания) — один из известнейших британских евреев XIX века, финансист, общественный деятель и филантроп.

## Биография
Родился 24 октября 1784 года в Ливорно (Италия) в религиозной еврейской (сефардской) семье. Его отец был состоятельным коммерсантом. Отец и мать его жили в Лондоне и приехали в Ливорно, где родился Мозес, лишь на короткое время.
После окончания школы Моше некоторое время служил в оптовой компании по торговле бакалейными товарами. Впоследствии он успешно занимался биржевой деятельностью, в результате чего стал одним из двенадцати «еврейских маклеров» лондонского Сити. Совместно с братом Абрахамом (1788—1824) основал банкирский дом, быстро завоевавший хорошую репутацию.
Во время наполеоновских войн, в 1809 году, Монтефиоре вступил добровольцем в национальную гвардию, где за четыре года дослужился до капитана. Он имел внушительную внешность, был ростом около метра девяносто.
В 1812 году женился на Юдит (Джудит) Коэн (1784—1862), дочери Леви Барента Коэна. Её сестра, Генриэтта (Ханна) (1791—1866), вышла замуж за Натана Майера Ротшильда (1774—1836), которому фирма Монтефиоре оказывала маклерские услуги. Натан Ротшильд возглавлял семейный банковский бизнес в Великобритании, а два его шурина были его партнёрами по бизнесу.
Как предприниматель Монтефиоре был новатором. Крупное состояние и широкую известность он приобрёл созданием первого в Англии общества по страхованию жизни (при поддержке Натана Ротшильда) и основанием первой в Европе компании по освещению улиц газовыми фонарями (в сотрудничестве с Имперской континентальной газовой ассоциацией).
Деятельность Монтефиоре и его личные качества завоевали ему всеобщее уважение в Англии и за её пределами. Он пользовался поддержкой британского правительства и расположением королевы Виктории.
Его единомышленницей и верным помощником была жена Юдит: в большинстве поездок она сопровождала мужа, во время их первого путешествия в Палестину вела дневник, а второе путешествие описала в «Заметках из частного дневника» (1844). В память о ней сэр Мозес основал в Рамсгите «Колледж Юдит леди Монтефиоре».
Столетний юбилей Монтефиоре торжественно отмечали как национальное событие в Британии, еврейских общинах Восточной Европы, Палестины и всего Ближнего Востока.
Мозес Монтефиоре скончался 28 июля 1885 года в Рамсгите (Англия) в возрасте 100 лет. Детей у него не было.

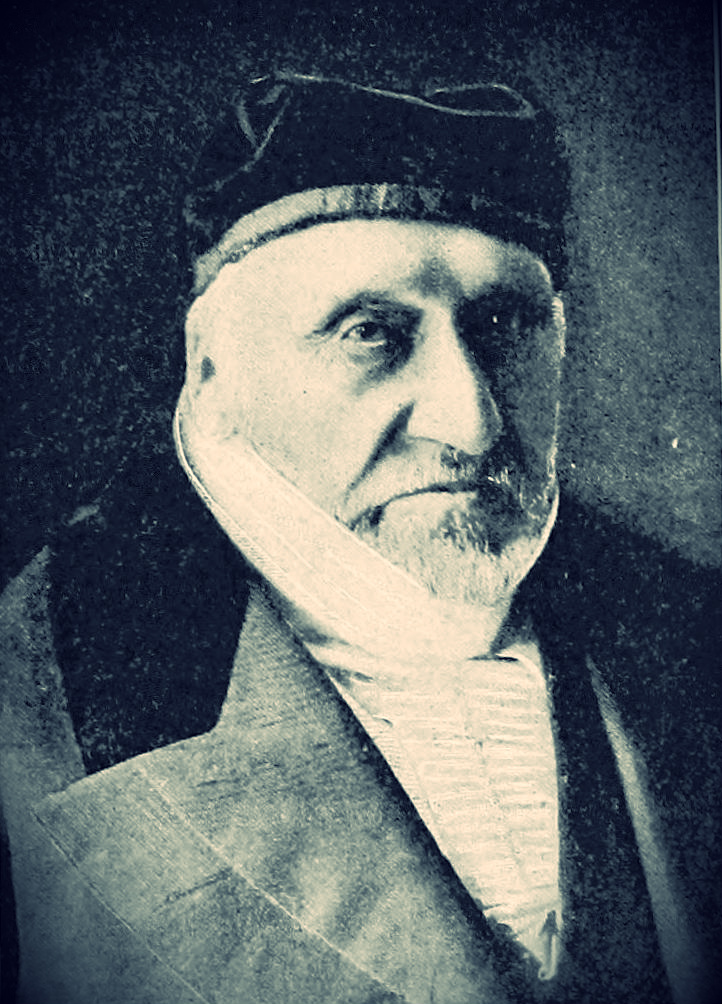
Мозес Монтефиоре в день своего 100-летнего юбилея.

## Общественная и филантропическая деятельность
В 1824 году Монтефиоре оставил бизнес и целиком занялся общественной и филантропической деятельностью. О его общественной и политической жизни в викторианской Англии известно немного. Гражданская и общественная репутация Монтефиоре отмечается в дневниках Чарльза Диккенса, в личных записях Джордж Элиот и в романе Джеймса Джойса «Улисс». Известно также о его контактах с нонконформистами и социальными реформистами викторианской Англии. Монтефиоре вёл активную деятельность с целью улучшения жизни различных меньшинств на Ближнем Востоке и других местах.
Будучи членом Совета сефардской еврейской общины Лондона, пожертвовал крупные средства на улучшение школьного образования среди евреев, основал больницу и общество помощи бедным еврейским невестам, а также передал в собственность общине тринадцать домов.
В 1830-х годах Монтефиоре активно участвовал в борьбе за право евреев быть избранными в парламент и назначаться на общественные должности без принятия присяги «по истинной христианской вере».
Влияние и престиж Монтефиоре в Англии значительно возросли благодаря его роли в борьбе за отмену рабства в британских колониях. В 1835 году совместно с Ротшильдами предоставил английскому правительству большой заём для компенсации убытков владельцам плантаций в связи с уничтожением рабства.

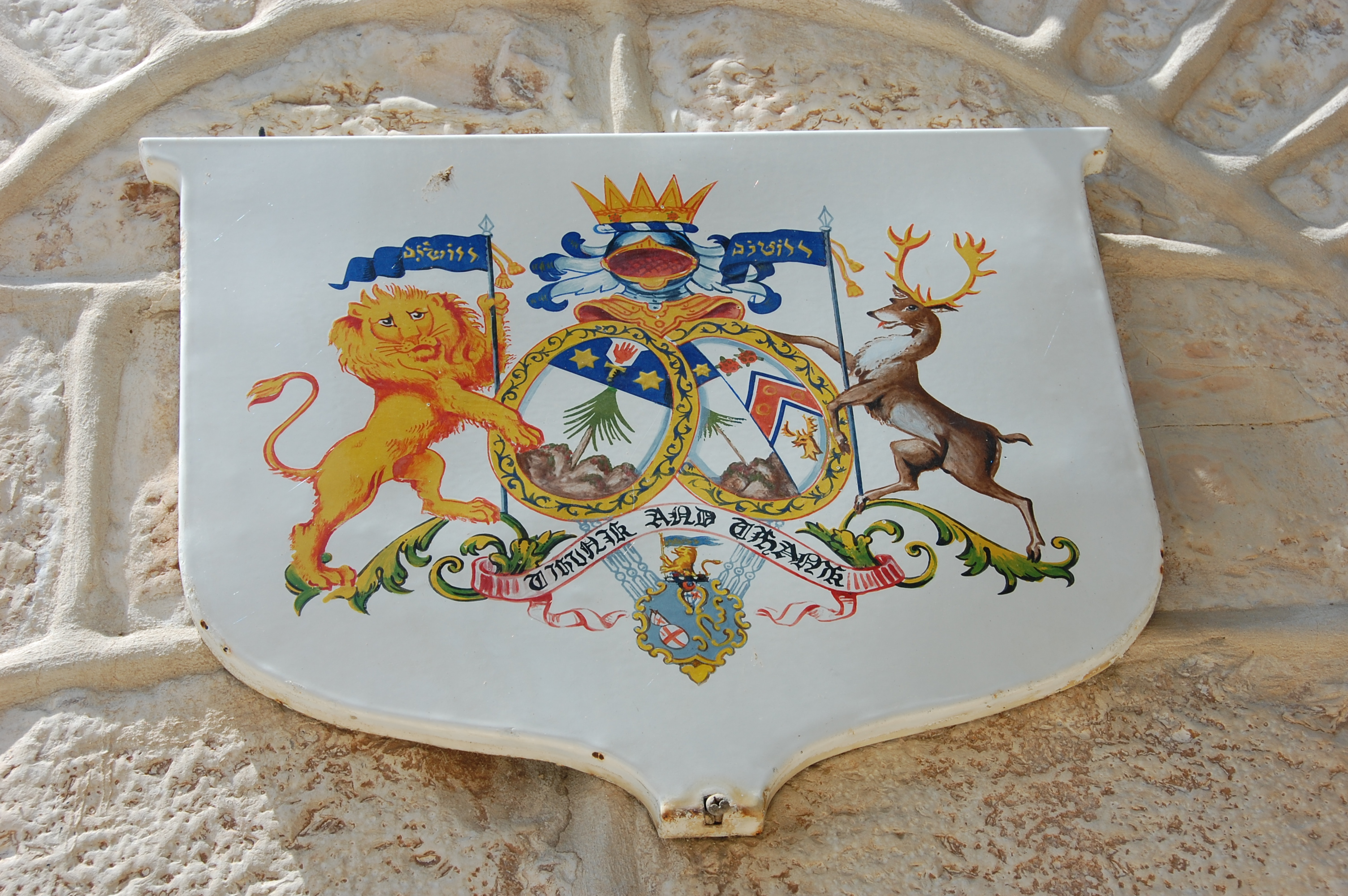
Герб Монтефиоре

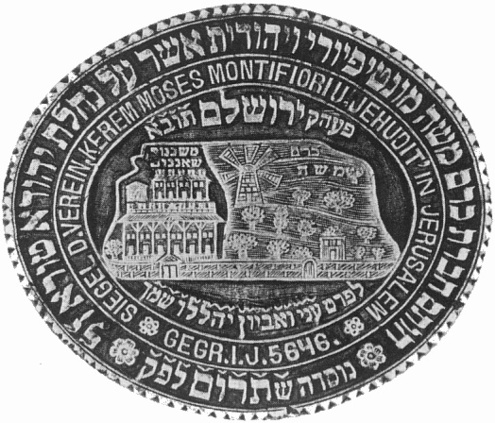
Личная печать Монтефиоре

В 1837 году он был избран шерифом лондонского Сити и графства Мидлсекс (где он фактически отменил смертную казнь), став первым евреем, удостоенным членства в Лондонском королевском обществе, и был возведён королевой Викторией в рыцарское звание. В 1846 году ему был пожалован титул баронета, а в 1847 году он был избран шерифом графства Кент.
С конца 1830-х годов Монтефиоре становится признанным лидером английского еврейства. Он был президентом Совета депутатов британских евреев в течение 39 лет, с 1835 по 1874 год, — рекордно долгий срок в истории организации. Монтефиоре заложил первый камень в основание Старой синагоги в Кентербери.
До самой своей смерти он занимался филантропией и защитой во всём мире евреев — жертв клеветнических наветов, преследований и бесправия. Он сыграл значительную роль в прекращении Дамасского дела (1840), спасении жертв навета в Марокко (1864), облегчении участи преследуемых евреев острова Корфу, Румынии (1867), Ионийских островов и других мест. Используя свои обширные дипломатические связи, он пытался также предотвратить или остановить еврейские погромы в Бейруте, на Родосе, в Тисаэсларе и других местах.
Менее успешными были его попытки добиться улучшения положения румынских (1847) и русских евреев. Монтефиоре дважды посетил Россию (в 1846 и 1872 годах), где был удостоен всяческих почестей (в частности, он был принят Николаем I и Александром II) и получил от властей ряд обещаний по еврейскому вопросу, которые, однако, остались невыполненными. Монтефиоре вступился за евреев России и во время Кутаисского дела, в связи с которым он выражал готовность снова приехать в Петербург, невзирая на преклонный возраст.
Нередко Монтефиоре жертвовал крупные суммы целым еврейским общинам, находившимся в бедственном положении (например, в 1859 году — общине Марокко; в 1872 году — общине Персии). Монтефиоре выступал и в защиту других преследуемых национальностей. Так, на резню христиан восставшими в Сирии друзами Монтефиоре ответил инициативой создания Англо-Сирийского фонда помощи пострадавшим. Он также организовал существенную помощь евреям, страдавшим от голода и эпидемий во время Крымской войны.
В 1858 году Монтефиоре побывал в Риме, пытаясь освободить юного Эдгардо Мортара, тайно крещённого служанкой-католичкой и похищенного у родителей по приказу Пия IX.

### Помощь евреям Палестины
Монтефиоре сыграл важную роль в улучшении экономического положения еврейских поселенцев в Палестине, где побывал семь раз (в 1827, 1839, 1849, 1855, 1857, 1866 и 1875 годах). После первой поездки он начал строго соблюдать еврейские традиции, настолько, что путешествовал с персональным шойхетом (резником, умеющим забивать птицу и скот согласно иудейскому закону, чтобы мясо отвечало требованиям кошерности). Уже со второй поездки, наряду с пожертвованиями живущим там в крайней нужде евреям, стремился к созданию для них постоянных источников заработка и уменьшению их зависимости от пожертвований из-за границы.
В 1839 году по инициативе Монтефиоре начала проводиться перепись еврейского населения страны, закладывались основы продуктивной экономической деятельности евреев: были арендованы земли для строительства еврейских поселений, велось обучение евреев сельскохозяйственным работам на приобретённой для них цитрусовой плантации близ Яффо.
Предметом особой заботы Монтефиоре было улучшение экономического положения и санитарных условий жизни еврейского населения Иерусалима: по его инициативе и при его содействии в городе были открыты аптека и поликлиника, в которую он в 1843 году направил доктора Ш. Френкеля, первого дипломированного врача в стране; возведён первый еврейский квартал вне стен Старого города — Мишкенот-Шаананим (1860; позднее на средства основанного Монтефиоре фонда был построен квартал Иемин-Моше и ряд других носящих его имя); организована типография, куда он прислал из Лондона печатный станок; создана и оснащена оборудованием ткацкая фабрика; построена ветряная мельница («мельница Монтефиоре»); открыта первая в стране ремесленная школа для девушек и многое другое. В намерения Монтефиоре входило также создание системы водоснабжения столицы и прокладка железной дороги Иерусалим—Яффа, но эти планы не осуществились. Глубокий интерес проявил Монтефиоре к святым местам Палестины: благодаря ему была приведена в порядок гробница Рахели и укреплена Западная стена в Иерусалиме. Ему удалось также добиться от султана фирмана о защите прав евреев в стране, в частности, их национально-религиозной автономии. Секретарь Монтефиоре Э. Лёве (1809—1888), обычно сопровождавший его в поездках в Палестину, вел дневники этих путешествий.

## Рамсгит
Жизнь Монтефиоре тесно переплелась с городом Рамсгит (графство Кент) на юго-востоке Англии. Ещё в 1830-х годах он вместе с женой Юдит приобрёл там пригородный домик на Восточном Утёсе в викторианском еврейском стиле. Монтефиоре принимал большое участие в делах Рамсгита, один из округов которого носит его имя.
В городе пышно праздновали 99-летний и 100-летний юбилей Монтефиоре, и все местные благотворительные общества и церкви воздали ему должное.
В своём домике он основал и финансировал сефардскую ешиву (еврейскую религиозную школу), названную в честь Юдит после её смерти в 1862 году. В подвале дома он соорудил красивую синагогу в итальянском стиле. Около дома находится могила его жены; позже там был похоронен и он сам.
Попытки застройщиков снести их могилы для расчистки места под коммерческие сооружения были пресечены, и могила была сохранена.

## Посвящения
- Именем Монтефиоре назван медицинский центр в Бронксе (штат Нью-Йорк). В восточном крыле на втором этаже стоит бюст Мозеса Монтефиоре.
- Именем Монтефиоре назван один из районов Иерусалима, «Зихрон Моше» («Память Моше»), при въезде в который висит мемориальная доска, повествующая о заслугах Моше Монтефиоре.
- Именем Монтефиоре названы улицы во многих израильских городах.
- В Израиле в 1970-х годах были в обращении денежные купюры достоинством сначала в 10 фунтов, а затем в 1 шекель с портретом Мозеса Монтефиоре (Купюра 1 шекель 1975 года).
- Сэр Мозес Монтефиоре явился прообразом героя романа Уилла Томаса «Some Danger Involved».

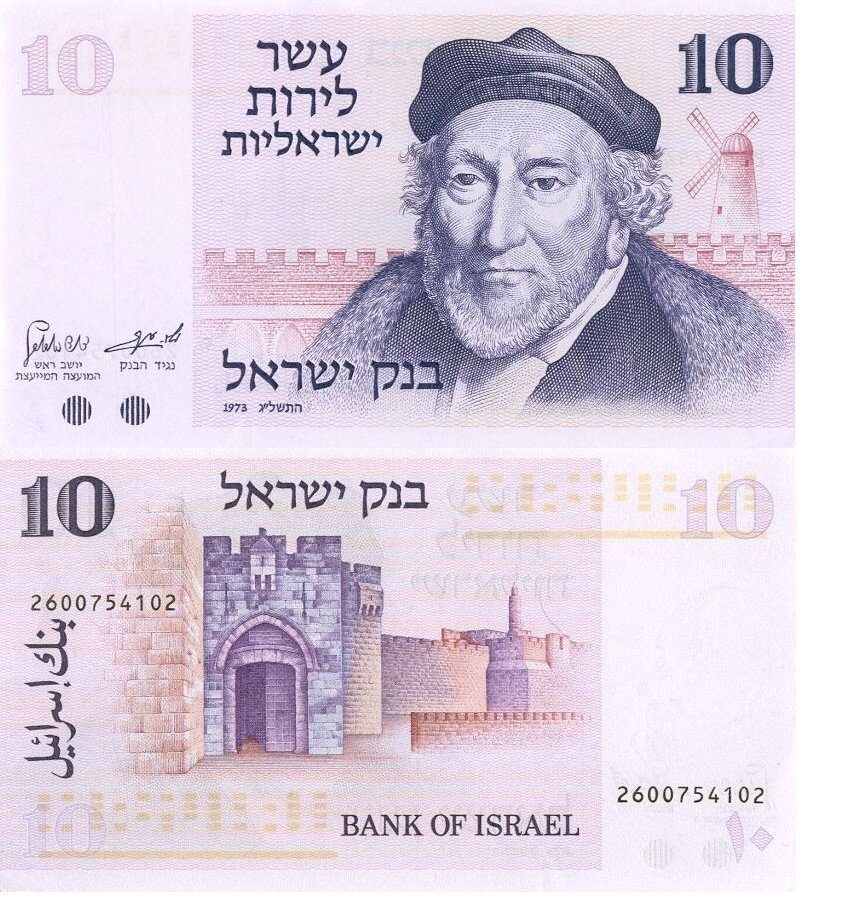
Банкнота достоинством 10 лир 1973 года выпуска, посвящённая Монтефиоре
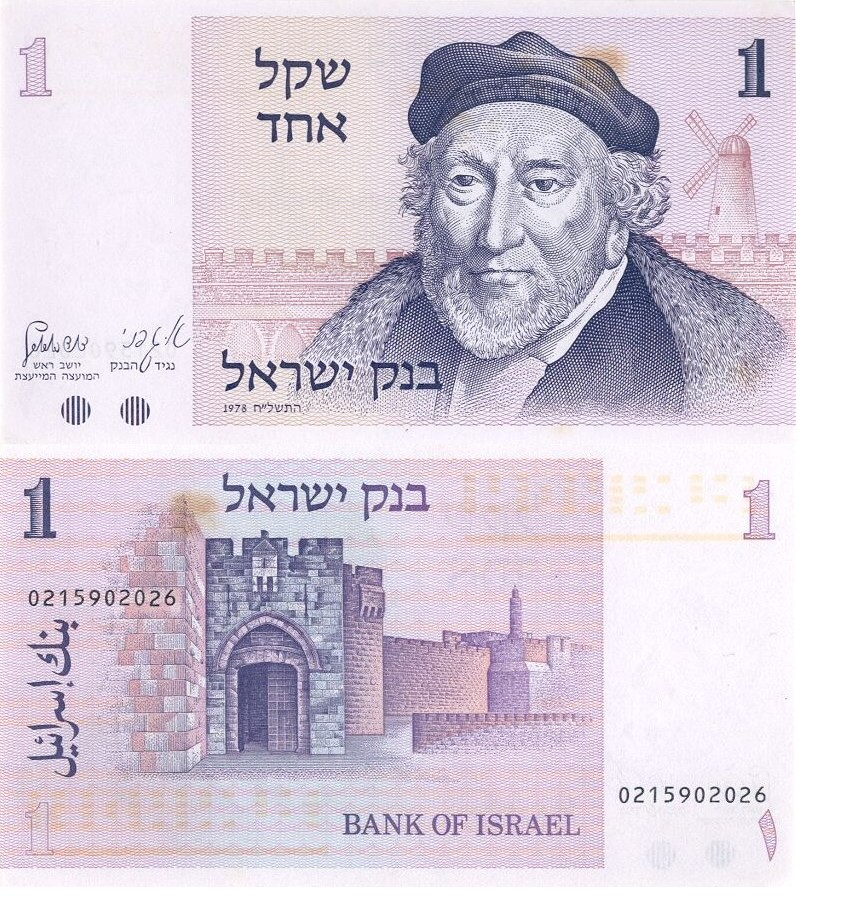
Банкнота достоинством 1 шекель 1978 года выпуска, посвящённая Монтефиоре

## Легенды из жизни Монтефиоре
Монтефиоре знаменит своим остроумием. Про него рассказывают такую историю. На торжественном обеде он оказался сидящим рядом с одним аристократом-антисемитом. Тот рассказал Монтефиоре, что недавно вернулся из поездки в Японию, которая достопримечательна отсутствием там «свиней и евреев». Монтефиоре тут же ответил: «В таком случае нам с вами надо туда поехать, чтобы восполнить и то, и другое». Аналогичную историю рассказывают об Исраэле Зангвилле.
В 1873 году одна газета ошибочно напечатала его некролог. В ответ он написал редактору: «Спасибо Господу, я ещё способен сам услышать о себе подобные слухи и читать это собственными глазами без очков».